# Lamprotornis chalybaeus
Lamprotornis chalybaeus là một loài chim trong họ Sturnidae.